# Alain Bertho
Pour les articles homonymes, voir Bertho.
Cet article possède des paronymes, voir Alain Berthoz et Victor-Alain Berto.
 (décembre 2017).
Alain Bertho, né en 1952, est un anthropologue français.

## Biographie
Professeur à l'Université de Paris VIII, il est directeur de l’École doctorale sciences sociales (2007-2013), directeur de la Maison des sciences de l’homme de Paris Nord depuis 2013 et ancien directeur du Master "Villes et nouveaux espaces européens de gouvernance" à l'Institut d'études européennes de l'Université Paris-VIII. Il est membre du Laboratoire Architecture Ville Urbanisme Environnement] (UMR 7218 - équipe AUS). Il  préside la 20e section du Conseil national des universités (anthropologie biologique, ethnologie, préhistoire) de novembre 2011 à 2015. 
En 2008, il fonde avec Sylvain Lazarus l'Observatoire international des banlieues et des périphéries au sein duquel il mène des enquêtes sur les banlieues au Brésil et au Sénégal.
Son site Anthropologie du présent recense quotidiennement les émeutes dans le monde depuis l'année 2007. Le temps des émeutes est le titre du livre qu'il a écrit à partir de ce travail de recensement. Cet ouvrage est une analyse anthropologique de ce phénomène qui connaît un développement exponentiel et planétaire depuis quelques années.

## Travaux
Ses travaux intellectuels se rapprochent des travaux du sociologue Zygmunt Bauman et du philosophe Giorgio Agamben.[réf. nécessaire] Il partage avec eux leur regard singulier[réf. nécessaire] sur la forme contemporaine de la mondialisation et de l'État. Travaillant également sur les questions liées à la place des métropoles et des mouvements sociaux à l'ère de la mondialisation, il rejoint intellectuellement les travaux de la sociologue Saskia Sassen et de l'anthropologue Arjun Appadurai.[réf. nécessaire] Comme eux, il attache beaucoup d'importance aux « préoccupations « militantes », et donc une attention plus poussée aux formes collectives de subjectivité qui émergent ». Les travaux de Toni Negri, notamment ceux engagés en collaboration avec Michael Hardt sur l'Empire et la Multitude, font également partie de ses références.

## Engagements
Après 27 ans d'engagement au PCF, notamment dans le mouvement des Refondateurs, il se met en congé du parti en 2003 puis le quitte l'année suivante.

## Publications

### Ouvrages
- Ceux du Val de Marne, vingt-cinq ans de luttes sociales, Messidor, 1991, 200 p. (ISBN 978-2209065530)
- La crise de la politique : du désarroi militant à la politique de la ville, L’Harmattan, coll. « Logiques sociales », 1996, 288 p. (ISBN 978-2738441096)
- Banlieue, banlieue, banlieue, La Dispute, 1997, 160 p. (ISBN 978-2843030024)
- Contre l’État, la politique, La Dispute, 1999, 274 p. (ISBN 978-2843030291)
- L’État de guerre, La Dispute, 2003, 157 p. (ISBN 978-2843030765)
- Nous-autres nous-mêmes : Ethnographie politique du présent, Le Croquant, 2008, 140 p. (ISBN 978-2914968393)
- Le temps des émeutes, Bayard, 2009, 271 p. (ISBN 978-2227478633)
- Les enfants du chaos. Essai sur le temps des martyrs, la Découverte, 2016, 220 pages.  (ISBN 9782707188779)

### Ouvrages en collaboration
- 2014 « De l’émeute au soulèvement la révolution n’est plus ce qu’elle était. », Revue internationale et stratégique 2014/1 (n° 93), Pages 73 - 80

- 2013 « Soulèvements contemporains et mobilisations visuelles », Socio n°2, pages 217-228

- 2013 « L’anthropologue face à l’émeute contemporaine, Nouveaux terrains, enjeux éthiques et écriture ethnographique », Ethnographie n° 6

- 2013 « Droit à l’Etat », in Droits et cultures en mouvements, Francine Saillant et Karoline Truchon Dir., Presse de l’Université Laval
- 2012 «  Emeutes et production mondiale d’images en résonance », in Récit collectifs et nouvelles écritures visuelles, Francine Saillant et Michael La Chance éd., Presses de l’Université Laval, pages 103-114
- 2012 « Le protestataire, personnalité de l’année 2011 », in L’année Stratégique 2013 dirigé Par Pascal Boniface, Armand Colin

- 2011 De la colère au soulèvement in l'Année Stratégique 2012, A. Colin

- 2009 « Citoyenneté et mondialisation : Perspectives et contradictions de l’altermondialisme », in Anna Krasteva et Antoni Todorov (Dir.), L’engagement citoyen, Sofia, NUB, 2009-

- 2008 «Lieux éphémères de la mondialisation culturelle », in L’Europe des festivals, juin 2008

- 2007 « Pour une anthropologie réflexive du présent : les mots et le temps », in L‘anthropologie face à ses objets. Nouveaux contextes ethnographiques. sous la direction de Oliver le Cervoisier et Laurent Vidal, édition des archives contemporaines.

- 2006 « Bienvenue au XXIe siècle » in Banlieue, lendemain de révolte, La Dispute 156 pages. lire une critique

- 2003 « Le vieux, le neuf et quelques monstres » in Classes sociales : retour ou renouveau ? Syllepse, 278 pages.

- 2003 « Marx aujourd’hui : banlieue, travail, politique » in Marx contemporain, Syllepse, 278 pages.

- 2002 « Le Travail comme paradigme de la politique » in Refaire la politique, sous la direction de Tony Andréani et Michel Vakaloulis, Syllepse, 214 pages.

- 2000 « Plaine St-Denis et nouvelle pensée de la ville » en collaboration avec Maurizio Lazzarato in Ville et emploi, éditions de l’Aube, 2000 (séminaire Villes, territoires, emploi, du Plan urbain, DATAR et DIV, mars 1997-mai 1998).

- 1997 « La politique entre le travail et l’État », Le travail à l’épreuve du salariat sous la direction de Paul Bouffartigue et Henri Eckert, pages 221-232, L’Harmattan.

- 1997 « La retraite : ma vie elle est classée », Rencontres avec des gens d’ici : les résidents des foyers Sonacotra d’Argenteuil, sous la direction de Sylvain Lazarus, pages 101-116. Références

- 1997 « À la recherche d’un second souffle », in Histoire de Saint-Denis sous la direction de Roger Bourderon, pages 329-352, Privat.

- 1990 « Le CNET dans le système de recherche public » in Le Centre national d’étude des télécommunications, 1944-1974 CRCT 1990, 350 pages, p.257-280.

### Rapports de recherche
- 2010 Le territoire contre la Ville ? rapport PUCA, avec Sylvain Lazarus, 134 pages

- 1996  Apprentissages collectifs et gestion urbaine : la ville et le territoire de la Plaine St-Denis, rapport PUCA, avec Toni Negri et Maurizio Lazzarato, 93 pages

### Documentaire
- avec Samuel Luret, Les raisons de la colère(ARTE-Morgane Prod.) 52 min, diffusé sur ARTE en novembre 2010